# مارش میل (کالیفرنیا)
مارش میل (به انگلیسی: Marsh Mill) یک منطقه ثبت‌نشده در شهرستان نوادا، ایالت کالیفرنیا است. این منطقه در ارتفاع ۱۷۸۱ متری (۵۸۴۳ فیت) از سطح در واقع شده. مارش میل در فاصله ۳٫۲ کیلومتری جنوب‌غرب گرانیت‌ویل قرار دارد.